# Okręgi wyborcze w Belize

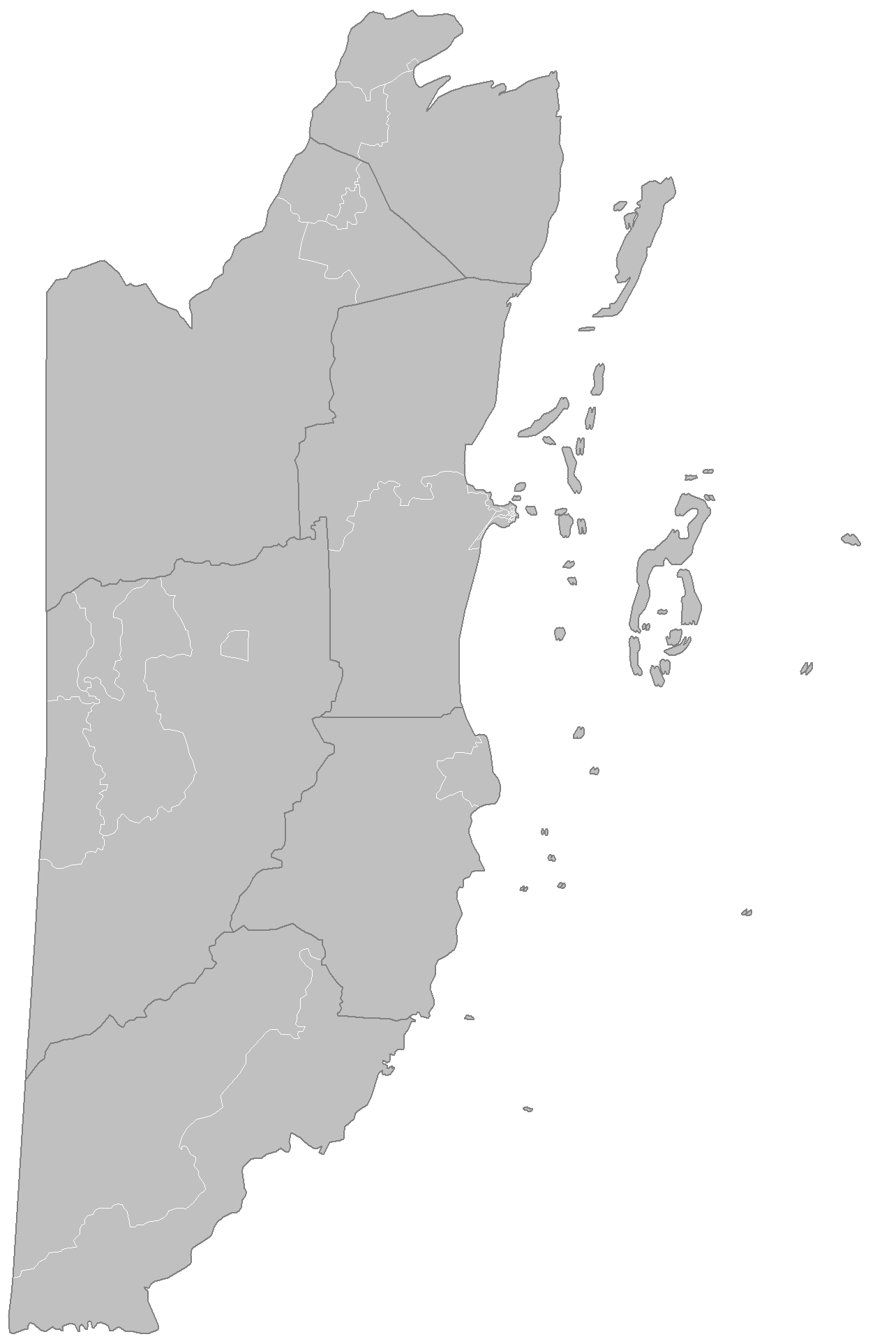
Granice okręgów wyborczych w Belize

Okręgi wyborcze w Belize – trzydzieści jeden jednomandatowych okręgów wyborczych w wyborach do Izby Reprezentantów, niższej izby parlamentu Belize. Funkcjonują w porządku prawnym i na zasadach określonych w konstytucji Belize z 1981 roku.
Większość okręgów wyborczych została ustanowiona w 1961 na potrzeby wyborów parlamentarnych w ówczesnym Hondurasie Brytyjskim. W 1984 powstało dziesięć okręgów na pierwsze wybory w niepodległym Belize.

## Lista okręgów wyborczych
| Dystrykt    | Okręg wyborczy       | Data utworzenia | Obszar | Poseł                |  | Partia |
| ----------- | -------------------- | --------------- | --- | -------------------- |  | ------ |
| Belize      | Albert               | 1961            | południowo-wschodnia część Belize City | Herman Longsworth    |  | UDP    |
| Belize      | Belize Rural Central | 1993            | Kontynentalna część dawnego dużego okręgu Belize Rural South, południowa część dystryktu, w tym Ladyville, Hattieville oraz Port lotniczy Philip S.W. Goldson i baza wojskowa | Dolores Balderamos   |  | PUP    |
| Belize      | Belize Rural North   | 1961            | północna część dystryktu | Edmond Castro        |  | UDP    |
| Belize      | Belize Rural South   | 1961            | belizeńskie wyspy – Ambergris Caye (z miastem San Pedro), Caye Caulker (z miastem o tej samej nazwie), St. George’s Caye oraz Goff’s Caye                                     | J.M. Hereida Jr.     |  | UDP    |
| Belize      | Caribbean Shores     | 1984            | północna część Belize City | Santiago Castillo    |  | UDP    |
| Belize      | Collet               | 1961            | zachodnia część centrum Belize City | Patrick Faber        |  | UDP    |
| Belize      | Fort George          | 1961            | wschodnia część Belize City | Said Musa            |  | PUP    |
| Belize      | Freetown             | 1961            | północno-zachodnie przedmieścia Belize City | Francis Fonseca      |  | PUP    |
| Belize      | Lake Independence    | 1984            | zachodnia część Belize City | Mark King            |  | UDP    |
| Belize      | Mesopotamia          | 1961            | centrum Belize City | Michael Finnegan     |  | UDP    |
| Belize      | Pickstock            | 1961            | północna część centrum Belize City | Wilfred Elrington    |  | UDP    |
| Belize      | Port Loyola          | 1984            | południowe przedmieścia Belize City | Anthony Martinez     |  | UDP    |
| Belize      | Queen’s Square       | 1984            | południowa część Belize City | Dean O. Barrow       |  | UDP    |
| Cayo        | Belmopan             | 2008            | stolica: Belmopan (bez przedmieść). | John B. Saldivar     |  | UDP    |
| Cayo        | Cayo Central         | 1984            | środkowa część dystryktu, na zachód od Belmopanu, w tym część San Ignacio | Rene Montero         |  | UDP    |
| Cayo        | Cayo North           | 1961            | północno-zachodnia część dystryktu, wzdłuż granicy z Gwatemalą, w tym południowa część San Ignacio oraz Bullet Tree Falls                                                     | Joseph Mahmud        |  | PUP    |
| Cayo        | Cayo North East      | 2008            | miasto Spanish Lookout oraz północna część San Ignacio | Elvin Penner         |  | UDP    |
| Cayo        | Cayo South           | 1961            | południowa, wschodnia i środkowa część dystryktu, w tym przedmieścia Belmopanu i Valley of Peace                                                                              | Julius Espat         |  | PUP    |
| Cayo        | Cayo West            | 1984            | zachodnia część dystryktu, wzdłuż granicy z Gwatemalą, w tym: Benque Viejo | Erwin Contreras      |  | UDP    |
| Corozal     | Corozal Bay          | 1984            | większość obszaru stolicy dystryktu: Corozal Town | Pablo Marin          |  | UDP    |
| Corozal     | Corozal North        | 1961            | północna część dystryktu przy granicy z Meksykiem, północne przedmieścia Corozal Town                                                                                         | Hugo Patt            |  | UDP    |
| Corozal     | Corozal South East   | 1984            | południowo-wschodnia, wschodnia i centralna część dystryktu, na południe od Corozal, w tym: Progresso, Sarteneja i Little Belize                                              | Florencio Marin Jr.  |  | PUP    |
| Corozal     | Corozal South West   | 1984            | zachodnia część dystryktu | Ramiro Ramirez       |  | PUP    |
| Orange Walk | Orange Walk Central  | 1984            | miasto Orange Walk | Juan Antonio Briceño |  | PUP    |
| Orange Walk | Orange Walk East     | 1984            | wschodnia część dystryktu, w tym Shipyard | Marco Tulio Mendez   |  | PUP    |
| Orange Walk | Orange Walk North    | 1961            | północna część dystryktu | Gaspar Vega          |  | UDP    |
| Orange Walk | Orange Walk South    | 1961            | większość terenów dystryktu, południowa i zachodnia część, w tym San Jose | Jose Abelardo Mai    |  | PUP    |
| Stann Creek | Dangriga             | 1961            | stolica dystryktu: Dangriga | Ivan Ramos           |  | PUP    |
| Stann Creek | Stann Creek West     | 1961            | cały obszar dystryktu poza jego stolicą: Dangrigą, w tym: Mango Creek | Rodwell Ferguson     |  | PUP    |
| Toledo      | Toledo East          | 1984            | wschodnia część dystryktu, w tym jego stolica Punta Gorda oraz Monkey River Town                                                                                              | Michael Espat        |  | PUP    |
| Toledo      | Toledo West          | 1984            | zachodnia część dystryktu, w tym: Silver Creek | Oscar Requena        |  | PUP    |